# Пари Метрополь Футзал
«Пари Метрополь Футзал» (фр. Paris Métropole Futsal) — французский мини-футбольный клуб из Парижа. Основан в 2001 году. На данный момент играет в Чэллендж Лиге.

## Достижения
- Чемпион Франции по мини-футболу (2) : 2007, 2009
- Обладатель Кубка Франции по мини-футболу (1) : 2007